# Lord of the Flies (canción)
«Lord of the Flies» es una canción de Iron Maiden y el segundo sencillo para el álbum de estudio The X Factor (1995). La canción está basada en la novela clásica de El señor de las moscas. El sencillo cuenta con dos canciones versionadas de la banda UFO y The Who. El material no fue publicado en el Reino Unido.
Iron Maiden generalmente tocaba este tema durante la gira Dance of Death Tour de 2003–2004, convirtiéndose en una de las únicas cinco canciones de la era de Blaze Bayley luego de su partida (Las otras son "Man on the Edge", "Sign of the Cross", "Futureal" y "The Clansman"). Una versión de esta canción fue presentada en el álbum en directo Death on the Road de 2005.
El solo de guitarra de "Lord of the Flies" es tocado por Janick Gers.
Curiosamente después de la ida de blaze, la canción es tocada en un tono más bajo (g tune).

## Lista de canciones
1. «Lord of the Flies»[2] (Steve Harris, Janick Gers) – 5:04
2. «My Generation» (versión de The Who) – 3:38
3. «Doctor Doctor» (versión de UFO) – 4:50

## Miembros
- Steve Harris – bajo
- Blaze Bayley – voz
- Dave Murray – guitarra
- Janick Gers – guitarra
- Nicko McBrain – batería